# صلیب نیروی هوایی
صلیب نیروی هوایی (انگلیسی: Air Force Cross) یک نشان نظامی است، که به افسران و از سال ۱۹۹۳ به سایر درجه‌داران نیروهای مسلح بریتانیا اعطا می‌شود و پیش‌تر به افسران سایر کشورهای مشترک‌المنافع نیز اعطا می‌شد. این نشان برای «عمل یا اعمال شجاعانه مثال‌زدنی در حین پرواز، البته نه در عملیات فعال علیه دشمن» اعطا می‌شود.